# Kozica
Kozica (italsky Cosizza) je vesnice v Chorvatsku ve Splitsko-dalmatské župě. Je součástí města Vrgorac, od něhož se nachází asi 15 km severozápadně. V roce 2011 zde trvale žilo 56 obyvatel. Nejvíce obyvatel (1 139) zde žilo v roce 1921.
Vesnicí prochází státní silnice D62 a serpentinová župní silnice Ž6199, která ji spojuje s vesnicí Gornje Igrane. Blízko též prochází dálnice A1.

## Sousední sídla
| Růžice kompasu | Rašćane       |                  | Poljica Kozička | Růžice kompasu |
| Růžice kompasu | Podgora       | Sever            | Zavojane        | Růžice kompasu |
| Růžice kompasu | Podgora       | Kozica           | Zavojane        | Růžice kompasu |
| Růžice kompasu | Podgora       | Jih              | Zavojane        | Růžice kompasu |
| Růžice kompasu | Gornje Igrane | Živogošće, Vlaka | Dragljane       | Růžice kompasu |